# How Late It Was, How Late
How Late It Was, How Late è un romanzo del 1994 di James Kelman, vincitore del Booker Prize. Il romanzo, ambientato a Glasgow e scritto nell'inglese scozzese della classe operaia, ruota attorno a Sammy, un taccheggiatore ed ex carcerato.

## Trama
Sammy si sveglia una mattina per strada dopo aver bevuto per due giorni, e fa rissa con alcuni poliziotti in borghese. Quando riprende conoscenza, scopre di esser stato picchiato duramente e, a poco a poco, si rende conto di essere completamente cieco. La trama del romanzo segue Sammy mentre esplora e fa i conti con la sua disabilità e le difficoltà che questa comporta.
Dopo che è rilasciato Sammy torna a casa sua e si rende conto che la sua ragazza, Helen, non c'è più. Suppone che se ne è andata a causa del litigio che avevano prima Sammy uscisse di casa, ma non fa alcun tentativo per trovarla.
Per un po', Sammy fa fatica ad affrontare i semplici compiti che la cecità rende difficile. Presto, Sammy si rende conto di aver bisogno di qualcosa per indicare agli altri che è cieco: così con l'aiuto del suo vicino, Boab, dipinge di bianco un vecchio bastone di scopa e compra un paio di occhiali da sole per coprire gli occhi.
Sammy si ritrova al centro medico per controllo della sua cecità. Viene interrogato da una giovane signora che gli fa domande sulla sua cecità. Sammy racconta di essere picchiato dalla polizia, ma si rammarica subito dir averle detto questo e cerca di rimangiarsi le parole. Lei lo informa che non è possibile rimuovere la sua dichiarazione dal registro, ma può solo chiarirla se lo desidera. Sammy e lascia il centro medico sconvolto senza finire la sua richiesta di indennità.
Una volta a casa Sammy decide di calmarsi con un bagno. Mentre è nella vasca Sammy sente qualcuno entrare nel suo appartamento. Quando va a indagare è ammanettato dalla polizia e portato alla stazione. Viene interrogato riguardo al sabato prima che Sammy diventasse cieco, e riguardo Leg, un vecchio amico. Sammy non ricordo molto di quel sabato, ma ammette di aver incontrato i suoi amici Billy e Tam. Sammy dice che non riesce a ricordare nient'altro, e così lo gettano in cella.
Più tardi Sammy viene rilasciato. Il medico gli fa una serie di domande sulla sua vista, e alla fine si rifiuta di diagnosticare Sammy come cieco. Dopo aver lasciato l'ufficio medico, un uomo giovane, Ally, si avvicina Sammy. Sembra sapere che il medico non firmerà la diagnosi e persuade Sammy a nominarlo come suo rappresentante, dietro il pagamento di una commissione.
A casa annoiato, Sammy decide di scendere al bar Quinns, il bar dove Helen lavorava. Alla porta del bar Sammy viene fermato da due uomini che dicono che c'è un evento in corso all'interno e che perciò non può entrare. Sammy si arrabbia e chiede di Helen: gli uomini gli rispondono che nessuno con tale nome ha mai lavorato lì. Sammy cammina verso il suo bar preferito e viene avvicinato dal suo vecchio amico Tam. Tam è sconvolto perché Sammy ha spifferato il suo nome alla polizia e ora la sua famiglia ne sta pagando le conseguenze. Arrabbiato, Tam lascia Sammy a chiedersi cosa stia succedendo.